# 横浜ベイキット
横浜ベイキット（よこはまべいきっと）は国産のオープンソースのXML関連ソフトウェアを開発する日本国内の非営利団体。
横浜ベイキットとは元々日本初のオープンソースなXMLソフトウェアを公開するサイトの名前であった。横浜ベイキットは2000年3月に発足した。当時XMLが脚光を浴びていた時期に「先進的な技術であるXMLを簡単に試すことができて、しかもフリーなソフトウェアがあったらいいのではないか」という目標を実現するために立ち上げられた。ベイキットの開発ポリシーはオープンで標準的な仕様に従うこと、日本語処理を確実に行うことである。
横浜ベイキットはBay Server, Xiといったソフトウェアを開発している。過去には「TexHex(ちょうひょう(帳票)と発音する)」というソフトウェアも開発していた。
日本では数少ない日本発のオープンソースプロジェクトのひとつであり、横浜ベイキットの開発者は日本ではまだまだ普及率が低いこのオープンソースプロジェクトを普及させるため、この技術を多くのユーザに使ってもらいたいと考えていた。横浜ベイキットの利点は、日本発のオープンソースプロジェクトであり「サーバ製品は、何も考えなくても日本語が扱えるような環境を提供すべき」というポリシーの元に開発されているため、英語がわからなくても日本語の情報を豊富に調べられることにある。

## 製品

### BayServer
過去のWebサーバやウェブブラウザは、XSLT + XMLで作成したページを表示することができなかった。そこでかわりにサーバ側でXSLTとXMLを処理してHTMLに変換してクライアントに返すWebアプリケーションが開発された。そのひとつが横浜ベイキットを代表するBayServerというWebコンテナである。これはXSLT + XML文書をサーバ側でHTMLに変換する技術に関してはApache Cocoonと競合する。BayServerはApache Tomcatとも競合するサーブレットコンテナでもある。Javaで実装されているため、BayServerを実行するためにはJava SEが必要である。日本国内に限って、Apache Cocoonよりも優位な点は、日本人が開発しているため、最初から日本語処理に対応しており、日本語情報が充実していることである。

### Xi
Xi(「ザイ」と発音する)はXMLベースのプログラミング言語である。

### Eclipse plugin
横浜ベイキットにはXiプログラム開発やWebアプリケーション開発を支援するEclipseのプラグインも用意されている。